# Phoradendron truncatum
Phoradendron truncatum är en sandelträdsväxtart som beskrevs av Kuijt. Phoradendron truncatum ingår i släktet Phoradendron och familjen sandelträdsväxter. Inga underarter finns listade i Catalogue of Life.